# Гриневіче
Гриневіче (пол. Hryniewicze) — село в Польщі, у гміні Юхновець-Косьцельний Білостоцького повіту Підляського воєводства.
Населення — 486 осіб (2011).
У 1975-1998 роках село належало до Білостоцького воєводства.

## Демографія
Демографічна структура станом на 31 березня 2011 року:
|          | Загалом | Допрацездатний вік | Працездатний вік | Постпрацездатний вік |
| -------- | ------- | ------------------ | ---------------- | -------------------- |
| Чоловіки | 224     | 53                 | 161              | 10                   |
| Жінки    | 262     | 49                 | 178              | 35                   |
| Разом    | 486     | 102                | 339              | 45                   |